# إسحاق دا كوستا
إسحاق دا كوستا (بالهولندية: Isaäc da Costa) هو مؤرخ وكاتب ومترجم وشاعر هولندي، ولد في 14 يناير 1798 في أمستردام في هولندا، وتوفي بنفس المكان في 28 أبريل 1860.

## وصلات خارجية
- إسحاق دا كوستا على موقع الموسوعة البريطانية (الإنجليزية)
- إسحاق دا كوستا على موقع إن إن دي بي (الإنجليزية)